# Philodendron escuintlense
Philodendron escuintlense là một loài thực vật có hoa trong họ Ráy (Araceae). Loài này được Matuda miêu tả khoa học đầu tiên năm 1949.